# Uzi Even
Uzi Even (tiếng Hebrew: עוזי אבן, sinh ngày 18 tháng 10 năm 1940) là giáo sư danh dự Israel của ngành hóa học vật lý tại Đại học Tel Aviv và là cựu chính khách nổi tiếng là thành viên đồng tính công khai đầu tiên của Knesset (Quốc hội Israel).

## Sự nghiệp chính trị
Là thành viên của Meretz, ông suýt bỏ lỡ việc được bầu vào Knesset thứ mười lăm năm 1999, nhưng là ứng cử viên tiếp theo trong danh sách của đảng, ông trở thành MK khi Amnon Rubinstein từ chức năm 2002, biến ông thành thành viên đồng tính công khai đầu tiên của Knesset. Đối với bầu cử năm 2003, ông được xếp thứ 15 trong danh sách của đảng, và mất ghế khi họ chỉ giành được sáu ghế.
Năm 2006, Even tuyên bố sẽ rời Meretz và gia nhập Đảng Lao động, cảm thấy thoải mái khi làm điều đó sau khi ông nhận thấy rằng Lao động đã hứa bình đẳng cho mọi công dân trong tuyên ngôn bầu cử của mình.